# سنت آگوستین (فلوریدا)
سنت آگوستین (به انگلیسی: St. Augustine) شهری تاریخی و پایتخت شهرستان سنت جانز، ایالت فلوریدای ایالات متحده آمریکا است. این شهر در حدود ۶۴ کیلومتری جنوب جکسون‌وویل، در ساحل شرقی فلوریدا واقع شده و طبق سرشماری سال ۲۰۲۰ میلادی، ۱۴٬۳۲۹ نفر جمعیت دارد، که افزایشی چشمگیر نسبت به ۱۲٬۹۷۵ نفر در سال ۲۰۱۰ را نشان می‌دهد.
سنت آگوستین قدیمی‌ترین شهر اروپایی‌تباران در ایالات متحده آمریکا است که همچنان مسکونی است.
سنت آگوستین در ۸ سپتامبر ۱۵۶۵ میلادی توسط دریاسالار اسپانیایی پدرو مندس د آویلس تأسیس شد. نام شهر نیز به دلیل تطابق روز نخستین دیدار با خشکی در ۲۸ اوت با روز گرامیداشت قدیس سنت آگوستین، برای آن انتخاب شده است. این شهر قدیمی‌ترین سکونت‌گاه اروپایی‌نشین مستمر در ایالات متحده قاره‌ای به‌شمار می‌رود و بیش از دویست سال به‌عنوان مرکز اداری و نظامی فلوریدای اسپانیایی، و نیز در دوره‌ای تحت سلطه بریتانیا قرار داشته است. سرانجام در سال ۱۸۲۱ به ایالات متحده واگذار شد.
از مهم‌ترین یادمان‌های تاریخی شهر می‌توان به قلعه سنگی Castillo de San Marcos (ساخته‌شده بین ۱۶۷۲ تا ۱۶۹۵)، خانه اسپانیایی-بریتانیایی گنزالز–آلوارز (قدیمی‌ترین خانه بازمانده)، و کلیسای جامع باسیلکا (ساخت ۱۷۹۳–۱۷۹۷) اشاره کرد. بافت شهری، خیابان‌های سنگ‌فرش و معماری اصیل اسپانیایی، سنت آگوستین را به یکی از خاص‌ترین شهرهای نگهدارنده میراث استعمار در آمریکا تبدیل کرده است.
این شهر امروز مقصدی پرطرفدار برای گردشگران است. آمفی‌تئاتر روباز The Amp با ظرفیت بیش از ۴۷۰۰ تماشاگر، رویدادهای زنده و بازارهای محلی برگزار می‌کند. رستوران Aunt Kate’s همچنان سابقه بیش از یک قرن در ارائه لذت‌های آشپزی محلی را حفظ کرده و سواحل زیبایی همچون St. Augustine Beach و Crescent Beach تکمیل‌کننده چشم‌اندازهای طبیعی شهر هستند.

## نگارخانه

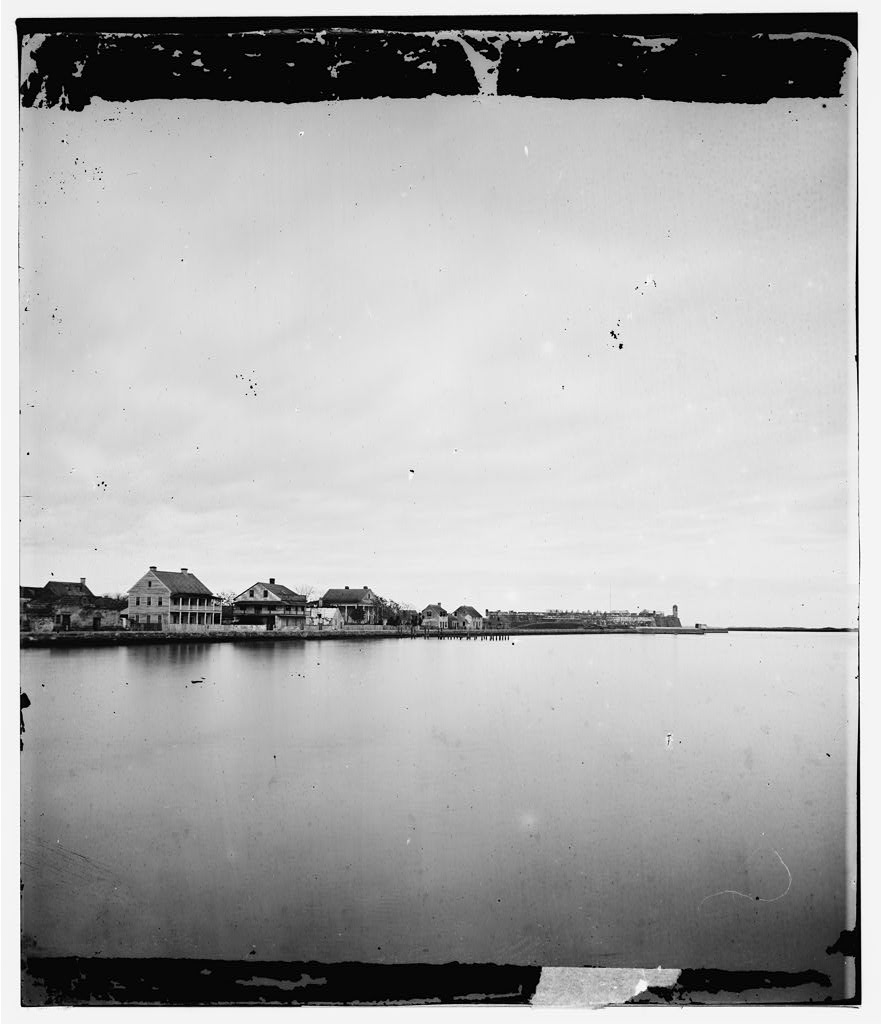
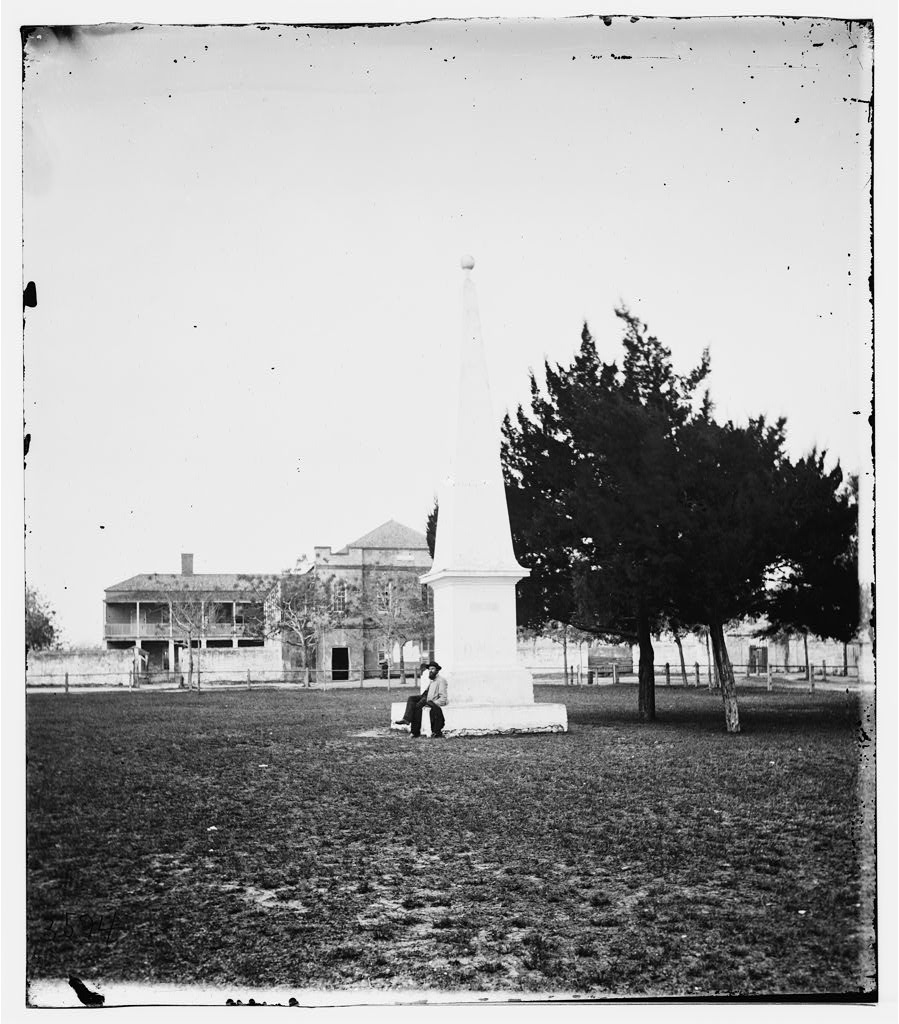
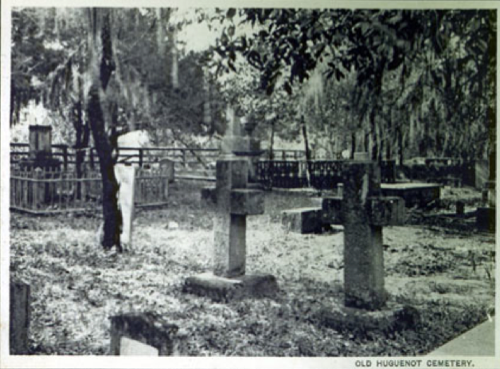
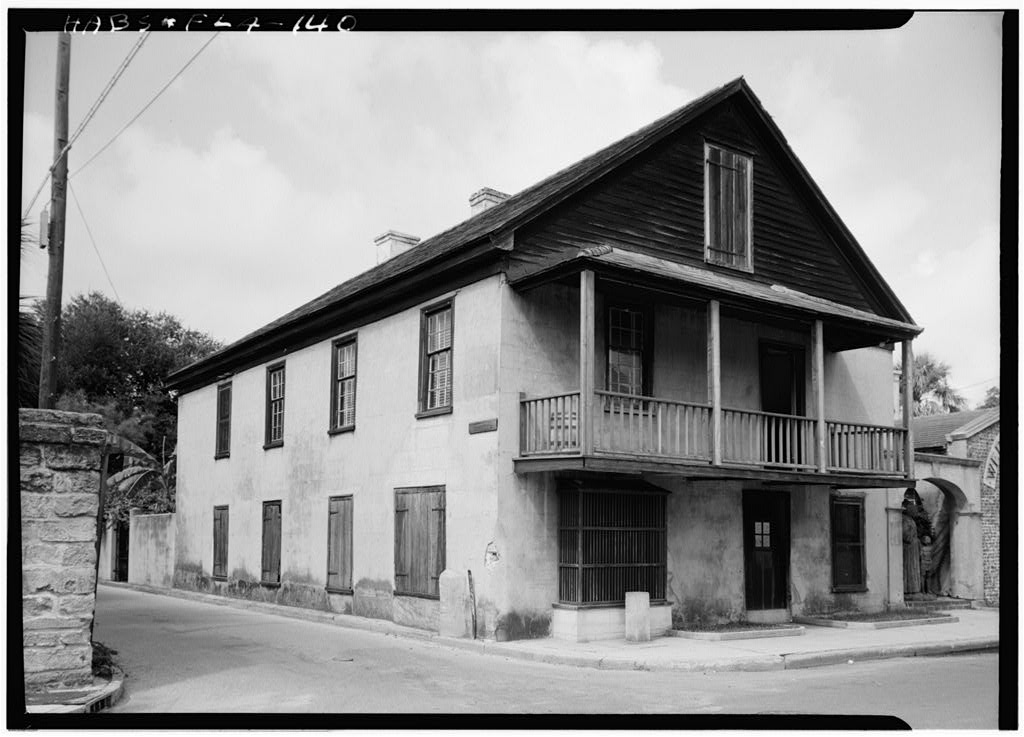
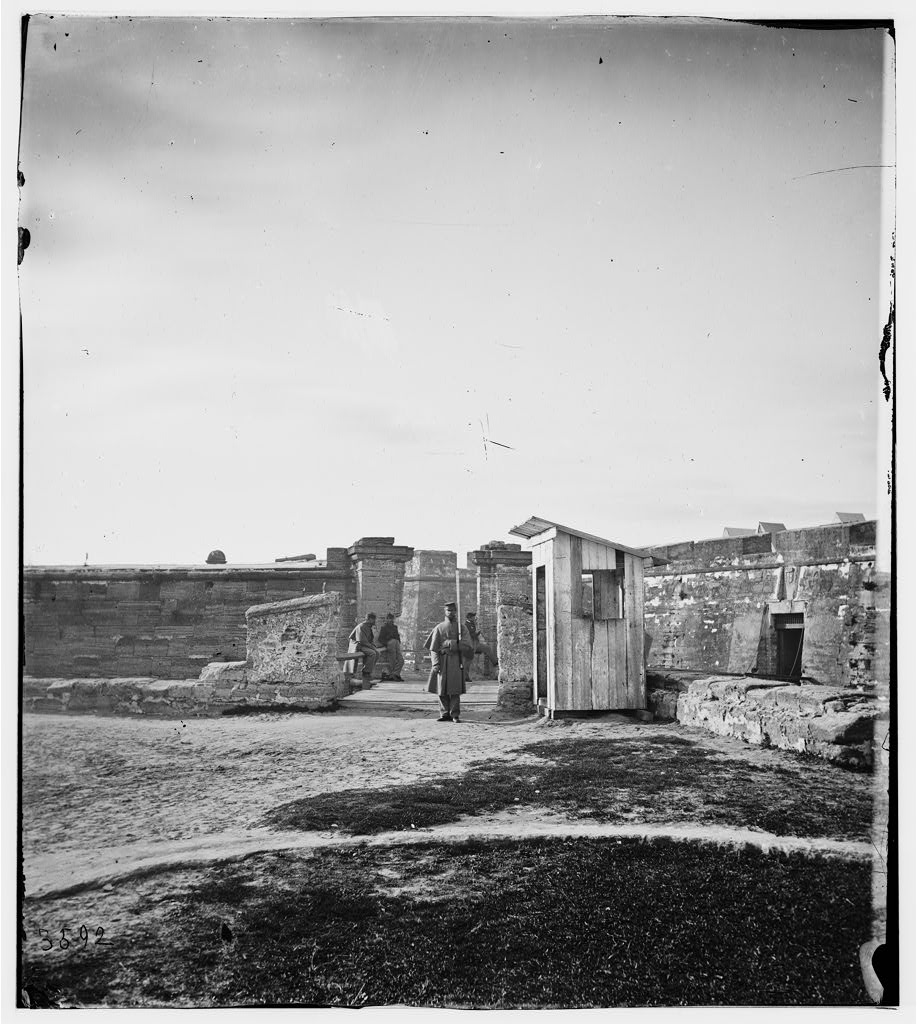
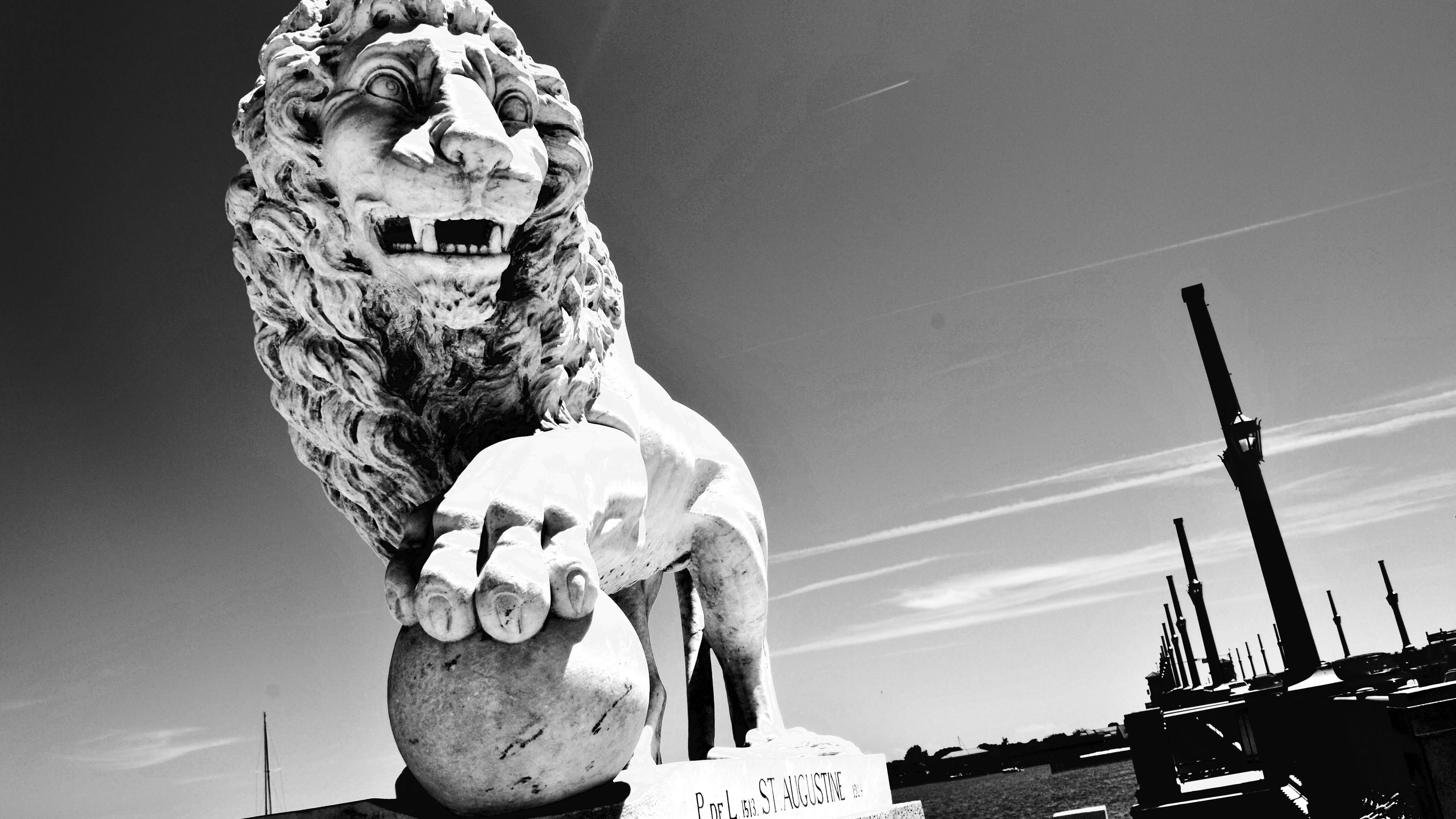